# 大石神ピラミッド
大石神ピラミッド（おおいしがみぴらみっど）は青森県三戸郡新郷村大字戸来にある巨石の群れ。

## 概要
青森県の十和田湖東岸から20㎞ほどのところの山間に周囲12mほどの巨石をはじめとした石があり、方位石、太陽石、星座石、鏡石などの名称がつけられている。5万年前のピラミッドだとの言い伝えがあるという。

## 所在地
〒039-1801 青森県三戸郡新郷村大字戸来字雨池11-40

## アクセス
- 道の駅しんごうから北東へ車で約20分
- JR東日本の東北新幹線と八戸線、青い森鉄道の青い森鉄道線八戸駅より車で約45分

## 周辺
- かつらな峡
- 道の駅しんごう